# Ghana na Letních olympijských hrách 1992
Ghana se účastnila Letní olympiády 1992 ve španělské Barceloně. Zastupovalo ji 37 (35 mužů a 2 ženy) ve 4 sportech.

## Medailisté
| Medaile | Jméno | Sport  | Disciplína    |
| ------- | --- | ------ | ------------- |
| Bronz   | Joachin Yaw Acheampong Simon Addo Sammi Adjei Maxwell Konadu Mamood Amadu Isaac Asare Frank Amankwah Nii Lamptey Bernard Aryee Kwame Ayew Mohammed Gargo Mohammed Kalilu Ibrahim Dossey Samuel Kuffour Samuel Kumah Anthony Mensah Alex Nyarko Yaw Preko Shamo Quaye Oli Rahman Trenér: Sam Arday | Fotbal | družstvo mužů |